# Augustin Gretillat

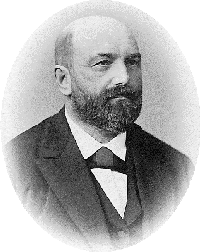
Augustin Gretillat

Augustin Gretillat (* 16. März 1837 in Fontainemelon; † 14. Januar 1894 in Neuenburg) war ein Schweizer evangelischer Geistlicher und Hochschullehrer.

## Leben

### Familie
Augustin Gretillat war der Sohn von François-Louis Gretillat (* 13. März 1805; † 26. Mai 1879) und dessen Ehefrau Hélène (* 19. Mai 1811 in Les Hauts Geneveys; † 26. Mai 1879 in Neuenburg), eine Tochter von Frédéric Louis Morel.
Er war mit Amélie (* 1. April 1841 in Basel; † 19. Dezember 1910 in Neuenburg), eine Tochter von François Louis Martin, verheiratet; gemeinsam hatten sie zwei Kinder.

### Werdegang
Augustin Gretillat immatrikulierte sich an der Akademie Neuenburg zu einem Theologiestudium unter der Leitung von Frédéric Godet und setzte dieses an der Universität Halle bei August Tholuck und Julius Müller, an der Universität Göttingen bei Isaak August Dorner sowie an der Universität Tübingen bei Johann Tobias Beck fort; 1859 erfolgte seine Ordination.
Er wurde 1859 Diakon in La Chaux-de-Fonds und 1862 zum Pfarrer in Couvet gewählt.
1870 wurde er zum Professor für Systematische Theologie an die Neuenburger Akademie und von 1873 bis 1894 an die freikirchliche Theologische Fakultät in Neuenburg berufen (siehe auch Église réformée évangélique du canton de Neuchâtel); in dieser Zeit war er von 1870 bis zu seinem Tod Kaplan von Le Landeron. Sein Nachfolger im Lehramt wurde Georges Edouard Godet.

### Schriftstellerisches Wirken
Augustin Gretillat war Mitarbeiter der philosophischen Zeitschrift Revue de théologie et de philosophie sowie ausländischer Zeitschriften, unter anderem der Revue de théologie de Montauban, des Theological Journal in London sowie der Presbyterian and Reformed Review (heute The Princeton Theological Review) in Philadelphia.
Von 1885 an veröffentlichte er seine Schrift Exposé de théologie systématique von der bis 1892 vier Bände erschienen.
Er beteiligte sich auch an einer französischen Originalübersetzung des Alten Testaments und einem Kommentar, der fast jeden Vers begleitete.

## Mitgliedschaften
- Augustin Gretillat war Mitglied der von Auguste Bachelin gegründeten Historischen Gesellschaft Neuenburg (Société d’histoire de Neuchâtel).[4]

## Schriften (Auswahl)
- La peine de mort est-elle légitime? Neuchâtel: Sandoz; Genève: Sandoz, 1879.
- Socialisme et Evangile. In: Actes de la Société pastorale suisse, 1879.
- Études et Mélanges. Neuenburg und Paris 1894.
- Jérémie et son temps. ThéoTeX Éditions. 2003.
- Étude sur J.-J Rousseau. ThéoTeX Éditions 2018. ISBN 978-2-36260-293-1.
- Théologie Systématique.
  - Band 1: Méthodologie. ThéoTeX Éditions. 2013. ISBN 978-2-36260-123-1.
  - Band 2: Apologétique et Canonique. ThéoTeX Éditions. ISBN 978-2-36260-121-7.
  - Band 3: Prolégomènes et Cosmologie. ThéoTeX Éditions. ISBN 978-2-36260-115-6.
  - Band 4: Sotériologie et Eschatologie. ThéoTeX Éditions. ISBN 978-2-36260-000-5.
  - Band 5 und 6: Morale chrétienne. ThéoTeX Éditions. ISBN 978-2-36260-003-6.